# Стара градска кућа Ћамиловића у Вучитрну
Стара градска кућа Ћамиловића у Вучитрну је грађевина која је саграђена у 19. веку. С обзиром да представља значајну историјску грађевину, проглашена је непокретним културним добром Републике Србије. Налази се у Вучитрну, под заштитом је Покрајинског завода за заштиту споменика културе Приштина.

## Историја
Стара градска кућа Ћамиловића у Вучитрну је архитектонски објекат који има све одлике старе градске стамбене архитектуре 19. века. Правоугаоне је основе, спратна са организацијом простора по спратовима. Улази се преко спољних степеница наслоњених на истуреном чардаку. Лево и десно од хола се налазе собе и једна оџаклија, у приземљу је кухиња. Унутрашња обрада је стандардна али се истиче таваница, долапи и амамџик рађени у дрвету. Међуспратна конструкција је сасвим једноставна и дрвена. Основни материјал који је овде употребљен је камен, ћерпич и дрво. У централни регистар је уписана 11. јануара 1999. под бројем СК 1510, а у регистар Покрајинског завода за заштиту споменика културе Приштина 31. децембра 1998. под бројем СК 8.